# Cyanoderma
A Cyanoderma a madarak (Aves) osztályának verébalakúak (Passeriformes) rendjébe, ezen belül a timáliafélék (Timaliidae) családjába tartozó nem.
A nem besorolása vitatott, egyes szervezetek a Stachyris, vagy a Stachyridopsis nembe sorolják ezeket a fajokat.

## Rendszerezésük
A nemet Tommaso Salvadori olasz ornitológus írta le 1874-ben, az alábbi fajok tartoznak ide:
- Cyanoderma chrysaeum[1] vagy Stachyridopsis chrysaea[2]
- Cyanoderma erythropterum[1] vagy Stachyris erythroptera[2]
- Cyanoderma melanothorax[1] vagy Stachyris melanothorax[2]
- vöröshomlokú bozóttimália (Cyanoderma rufifrons[1] vagy Stachyridopsis rufifrons)[3]
- Cyanoderma pyrrhops[1] vagy Stachyridopsis pyrrhops[3]
- barnafejű bozóttimália (Cyanoderma ruficeps[1] vagy Stachyridopsis ruficeps)[3]
- Cyanoderma ambiguum[1] vagy Stachyridopsis ambigua[3]